# Novaki (Dubrava)
Novaki is een plaats in de gemeente Dubrava in de Kroatische provincie Zagreb. De plaats telt 232 inwoners (2001).